# ドリフト走行

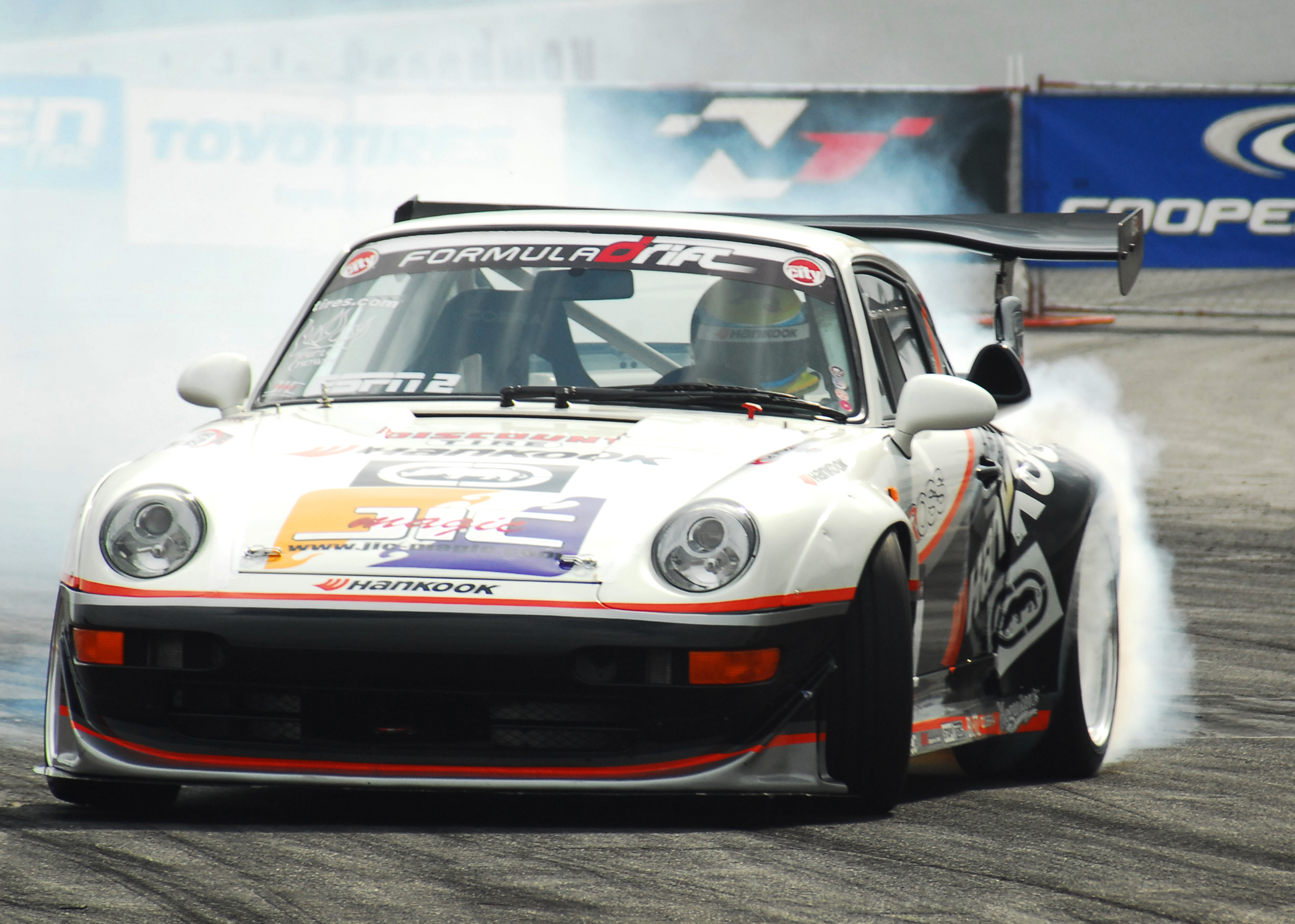
ポルシェ・911によるドリフト走行

ドリフト走行（ドリフトそうこう、英: drifting）は、自動車や二輪車における走行方法の一つであり、タイヤを横滑りさせながら走行させるテクニックである。単に「ドリフト」と省略して呼ばれることもある。「ドリフト」とは英単語の"drift"（漂う）を語源としている。

## 概要

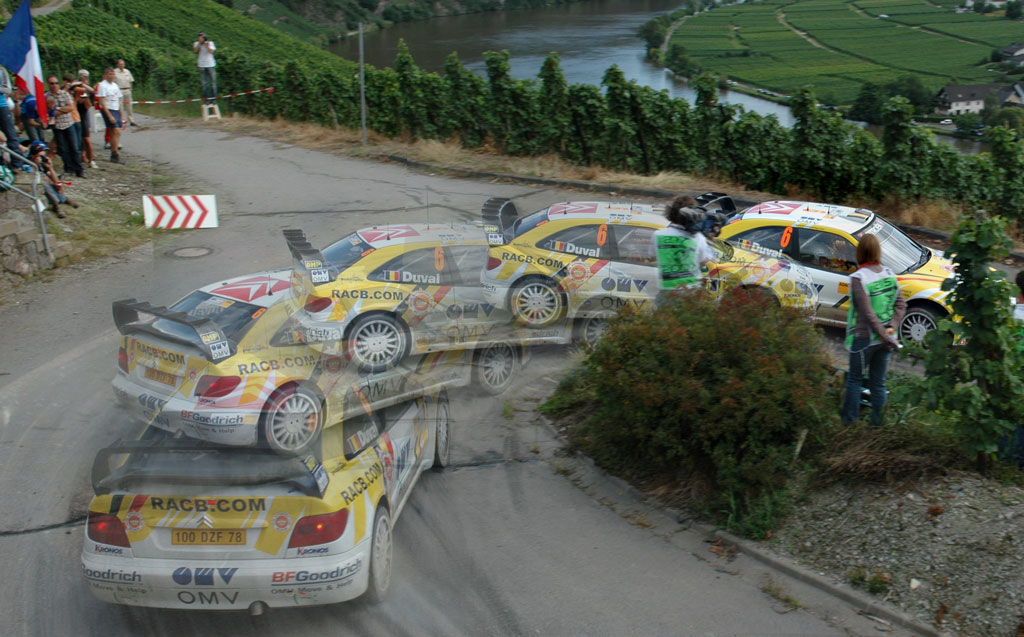
ラリーカーの連続写真。コーナーに入る前に向きが変わっているのがわかる。

ドリフト走行とは車を意図的に横滑りさせてコントロールする走行技術のことであり、ステアリングのみに頼らず、アクセル、ブレーキ、サイドブレーキ、クラッチなどの積極的な使用により、スライド状態を維持したまま進行方向を調整する複合的で高度な操作が求められる。

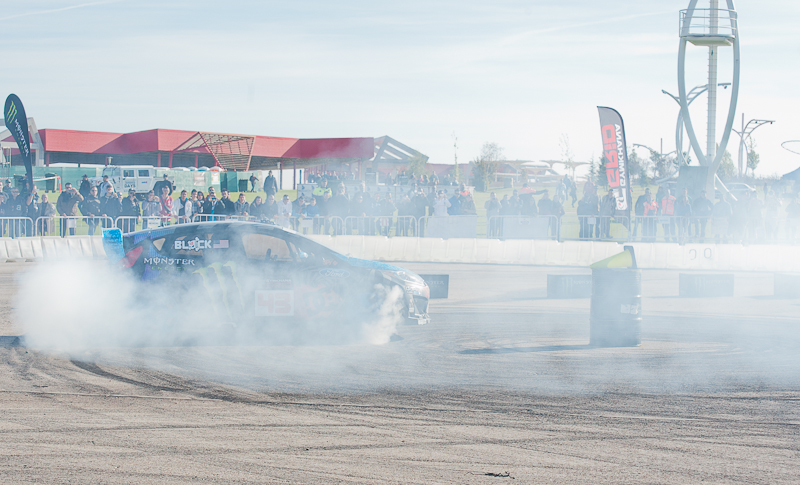
ケン・ブロックによるパイロンターン

現在ではタイヤや車体性能の向上もあり、舗装されたサーキットでの派手なドリフト走行はタイムロスになると言われているが、すべてのドリフト走行がグリップ走行より遅いわけではない。たとえば、ラリーなどのダート競技や峠道で行われるヒルクライム及びジムカーナ等では、速く走るために積極的にドリフトを行う必要があり、特にタイトコーナー（鋭角的なきついコーナー）や小さなヘアピンカーブなどでタイムを出すのにドリフト走行は大変有効なテクニックである。ジムカーナ競技ではパイロンの周囲をできるだけ小回りで早く回る必要があるが、タイヤをまったく滑らせないで回った場合はかなりの大回りになるためタイムロスになってしまう。
ドリフト走行がタイムアップに有効かどうかは、車とコース、あるいは競技種目によってまったく異なる。F1などのフォーミュラカーがドリフト走行をしないのはもちろんその方が速いからであり、公道で競技をするラリーやオフロードのレース、あるいはジムカーナでドリフトが多用されるのは、ドリフト走行の方が車体に備わっている公転量以上の自転量を引き出せる結果として、グリップ走行よりも速いからである。そもそも、グリップ走行についても、現実のタイヤには「滑り率」が存在しており、滑り率のないタイヤ(実在せず、あくまで仮定した場合)があればコーナリングそのものができなくなってしまうため、グリップ走行といえど実際には「どのような環境でもごく僅かに滑りながら曲がっている」と解釈でき、そしてタイヤがもつ限界性能まで追い込む程に、滑り率は増大していく。これらはドリフト走行側にもほぼ同じ事が言え、無駄な自転運動を抑えたドリフト走行は公転量を引き出す事でより速く走れるため、グリップ走行とドリフト走行は、あくまでどの程度滑っているかの大雑把な区分でしかないとも言える。
また、速さを競わないショー（見世物）としてのドリフトも行われている。これは日本がもっとも盛んであると言われ、海外にも愛好家が増えてきている。D1グランプリ、アメリカではフォーミュラ・ドリフトのように、ドリフトコントロールを競い合ったりドリフトの美しさを競う競技も存在する。直線道路でドリフトを繰り返す運転は直線ドリフト（直ドリ）と言われ、サーキット以外にアラブ系のドライバーによって公道で盛んに行われており、サウジドリフトと呼ばれて社会問題となっている。
車種はドリフトのしやすいFR車が特に好まれるが、稀にFFや4WDの車種で行われることもある。しかしそれらの車種はFR車と比較してテールが流れにくいため一般的ではない。ちなみにFFでのドリフトはFドリと呼ばれることが多い。

## 利点
- 車体の向きを早く脱出方向に向けられるため、アクセルを早く踏むことが可能になり脱出速度を速くできる。
- ブレーキングドリフトはブレーキングを開始した時点でリアタイヤのスライドにより、素早く車の向きを変えることができる。
- 鋭角なヘアピンカーブやジムカーナでのパイロンターン等では、グリップ走行よりも格段に小回りできるためタイムを短縮できる。
- 上手にコントロールすることにより車のアンダーステアを消すことができるため、フロントタイヤにかかる負荷を軽減できる。
- ダートコースなどの不規則な路面に対して有効かつ安全にタイムを出すことができる。

## 欠点
- タイヤスリップにより駆動力は進行方向とは違う方向に消費され、摩擦のためパワーロスを生じる。
- 車が横向きになることによりウイング等のエアロパーツは十分なダウンフォースを発揮しなくなる。
- 車の消耗部品に大きな負担をかける。特にタイヤの消耗は非常に激しいため、バーストの原因となったり、サーキットでの1回の走行枠でタイヤをダメにする事が多い。D1グランプリの場合は新品タイヤの溝が約1分で消える[1]。
- 舗装路で行った場合、スキールと呼ばれる大きな摩擦音が発生する。一般公道での練習行為は騒音による問題を発生する（後述「#関連事象」参照）。
- 熟練が必要である。未熟な者によるドリフトは大事故を発生させる可能性があり、サーキットによってはドリフト走行を明確に禁止している。一般公道での練習行為は事故による問題を発生する（後述「#関連事象」参照）。
- 舗装路面にタイヤ痕が付くため、アスファルトや白線等を傷めつけることになる。サーキットによってはコースの劣化を嫌いドリフト走行を明確に禁止している。日本国内では路面にタイヤ痕をつけたことにより器物損壊罪で摘発された事例が存在する[2]。

## ドリフト走行へ入る方法の例

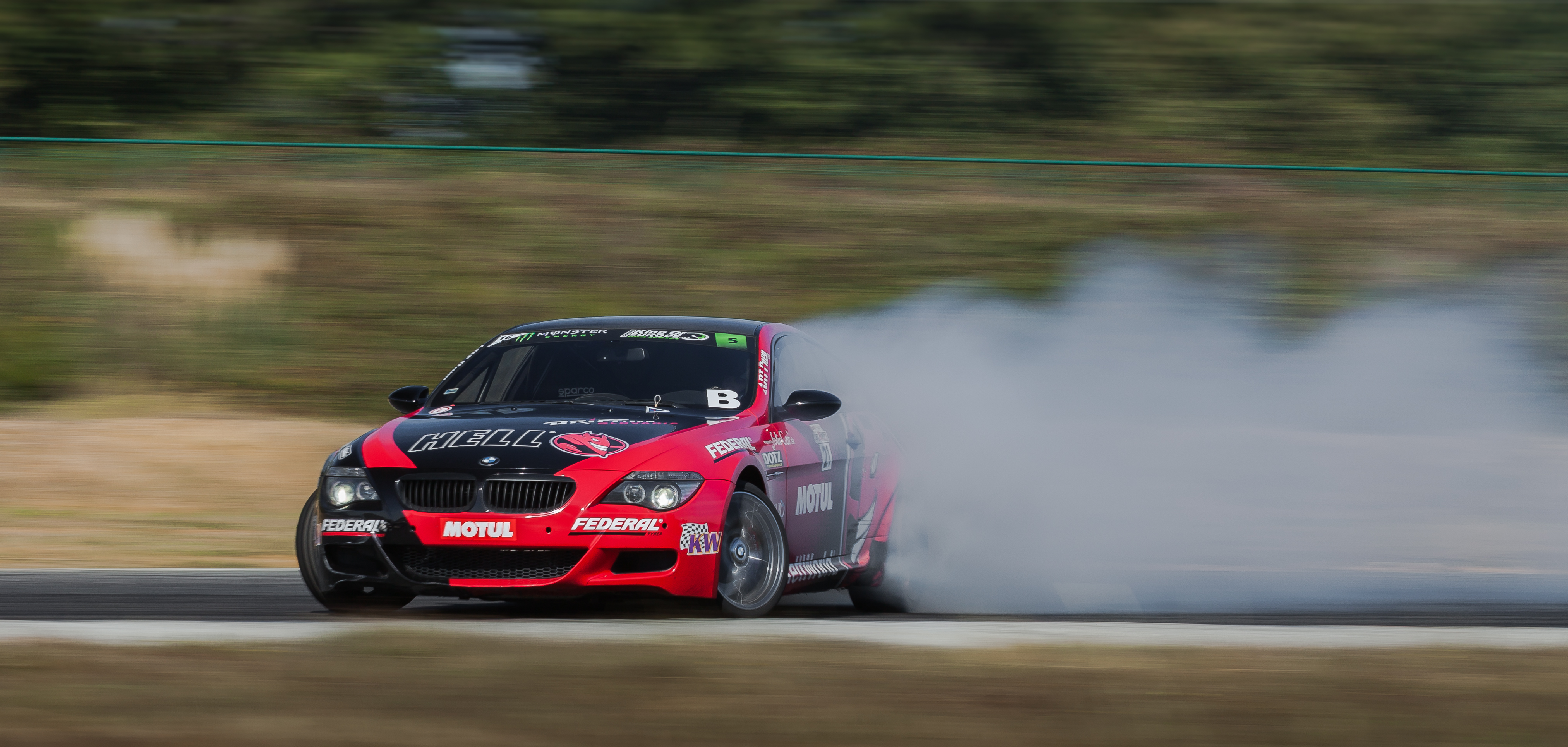
BMW・M6のドリフト

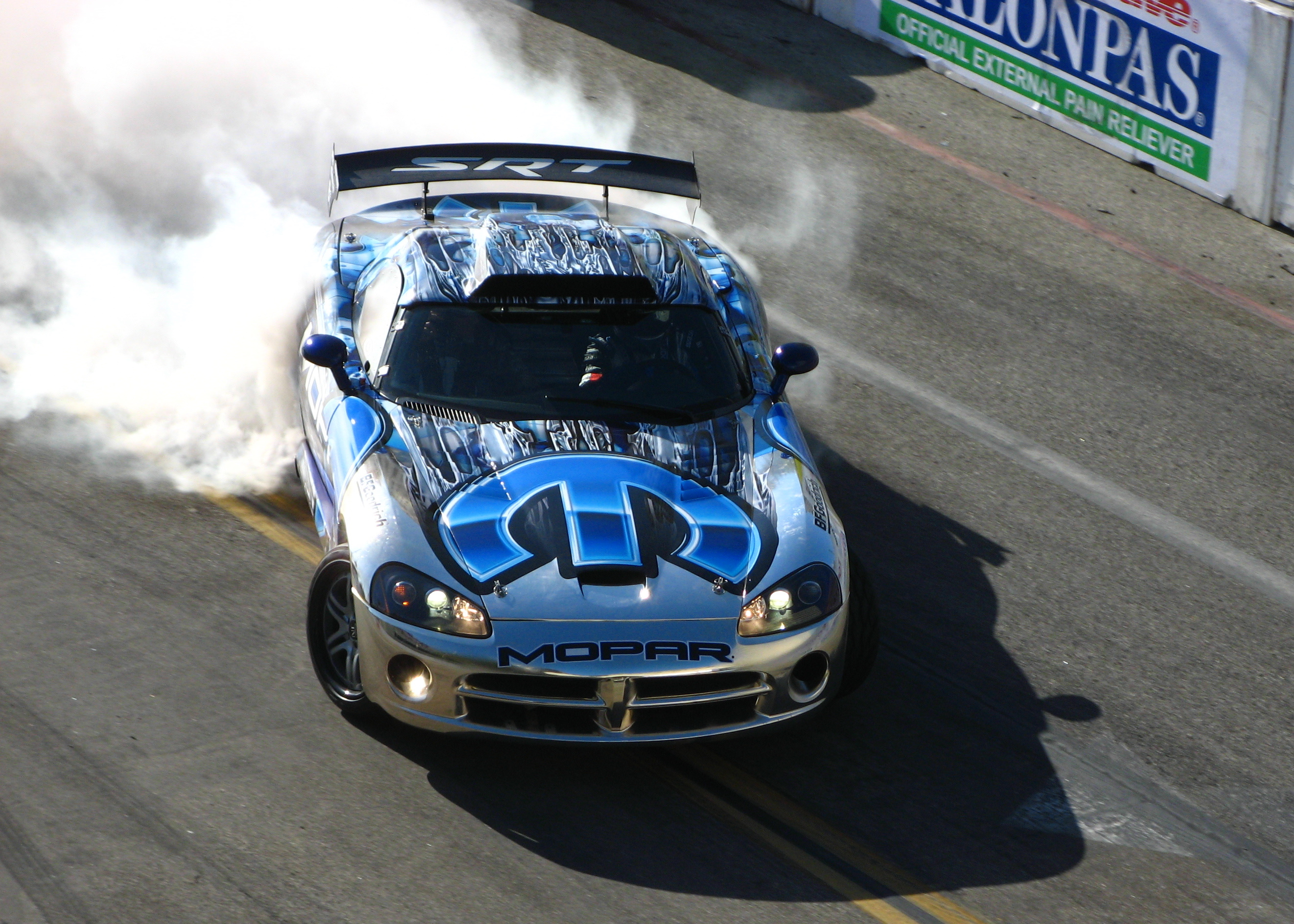
アメリカのドリフト競技であるフォーミュラ・ドリフトの様子

ドリフト走行を行うためには、ステアリング、アクセル、ブレーキ、サイドブレーキ、クラッチを適切に操作してタイヤを滑らせ、タイヤのグリップを意図的にコントロールする技術が必要となる。
慣性ドリフト
限界速度でコーナーに進入することにより、ステアリング操作のみでドリフトさせる場合にこう呼ばれる。コーナー進入時のフロント荷重により、前輪と後輪のドリフトのバランスをコントロールする。日本語で解釈すると「慣性ドリフト」は慣性を使ったドリフトという意味になるが、ここで使われている「慣性ドリフト」という言葉は単純にこの手法を示す意味である。また、この手法を含み全てのドリフト走行は慣性を利用している。
フェイントモーション
コーナー進入時に、一旦旋回方向とは逆にステアリングを切る行為。これによりオーバーステアを意図的に誘発してドリフトを起こす。ステアリングをアウト側に切ったのちイン側に切ると、サスペンションの戻る力と遠心力が合わさってイン側にロールしていた車体が一気にアウト側へロールする。同時にヨー方向の慣性力が生まれ、車体は急激にコーナーのインにノーズを向ける挙動を示す。ラリーで多用され、「ラリークイック」「スカンジナビアン・フリック」とも呼ばれる。漫画『サーキットの狼』では「逆ドリフト」という表現が用いられていた。
ブレーキングドリフト
ブレーキングによる荷重移動で後輪荷重が小さくなっているときにステアリング操作をすることで、グリップ力の低下した後輪をスライドさせてドリフトを起こす。荷重移動だけでなく、リアブレーキやエンジンブレーキも重要である。
パワースライド
後輪駆動車において、旋回している状態でアクセルを急激に踏み込み空回りを起こし、後輪をスライドさせてドリフトを起こす。ドリフトの距離と角度を付けるには、限界速度を超えてコーナーに進入し、前輪をドリフトさせた状態で、アクセルを踏み込み後輪をドリフトさせる必要がある。DCT搭載車や任意変速機能付きのAT車等のクラッチペダルの無い自動車でよく用いられる方法である。
クラッチキック（クラッチ蹴り）
コーナーへの進入時、または旋回している状態でアクセルを踏んだままクラッチをすばやく蹴飛ばす。そうすることによりエンジン回転数を急激に上昇させた直後に瞬間的に動力を繋ぐことで、トルクの小さい車でもパワースライドを発生させたり、ドリフトの状態を維持させることができる。クラッチを蹴飛ばすように操作することからこう呼ばれている。AT車であっても、いったんニュートラルにしてエンジン回転数を上げた後にドライブに切り替えることで同様のことが可能である。ドリフト走行へのきっかけ作りとは異なるものの、この技術の応用でドリフト中に半クラッチ状態までクラッチを踏み、その後足を離してクラッチを繋ぐことをすばやく繰り返すことで、ドリフト中にパワーバンドをキープする技法（クラッチを揉むと称される）がある。
サイドブレーキドリフト
旋回している状態で一瞬、あるいは短時間パーキングブレーキ（サイドブレーキ）をかけ、後輪を一時的にロックさせることでドリフトを起こす。ただし、それだけではドリフトが続かないため通常サイドブレーキを引いた状態でアクセルをあおり回転をあげた後、サイドブレーキを下すのと同時にクラッチ蹴りでドリフト状態に入る。サイドブレーキはクラッチ蹴りのきっかけとして利用する場合が多い。
シフトロック
FR車において、旋回している状態でシフトダウンし、エンジン回転数を上げずにクラッチを戻すことで後輪に強いエンジンブレーキを起こし、サイドターンと似た状態を作りドリフトを起こす。

## スリップ角
車輪の角度と進行方向のずれ角度をスリップ角と呼ぶ。スリップ角は遠心力等の慣性力によるタイヤへの横力による変形で発生するものであるため、旋回方向に対して外側につき、グリップを維持している状態においても発生するが、前輪のスリップ角より後輪のスリップ角が大きい場合を一般的にドリフト状態と呼ぶ。

## アンダーステアとオーバーステア
前輪と後輪のスリップ角およびタイヤのグリップに差が発生することが多く、前輪のグリップやスリップ角が後輪のそれを上回っている場合、舵角と比較して車体の進行方向は外へ膨らむ。このような車体特性をアンダーステアと呼ぶ。前輪と後輪のこれらの関係が逆になった場合、後輪が外側に出て舵角と比較して車体は内側へ巻き込む。このような車体特性をオーバーステアと呼ぶ。つまりカウンターステアを用いるドリフトをしている場合、車はオーバーステア状態にある。
例えば左旋回時、進行方向に対して車体が左に30度の角度をつけて回転せずにそのまま滑りながら、右に10度（車体基準。つまり進行方向に対しては左に20度となる）の舵角を与えている場合、この自動車はスライドしているためドリフト状態である。舵角どおりの回転が発生していないため一見アンダーステアと思えるが、後輪はそれ以上のスリップ角であるためオーバーステアである。
また、アンダーステア状態の車両は旋回限界で外へ膨らむ軌跡を描くが、オーバーステア状態の車両が旋回限界で内側へ巻き込む軌跡を描くとは限らない。むしろオーバーステアであっても限界状態ではスピンアウトするのは避けられない。
D1グランプリでは、カウンターが戻ってしまった時（舵角が0度～コーナー方向へ向いてしまった時）をアンダーステアと呼ぶ独自の定義を与えており、減点対象（マイナス5点）となる。一方、深すぎるドリフトのことはオーバーステアとは呼ばず、スピンと呼んでいる。

## 二輪車におけるドリフト

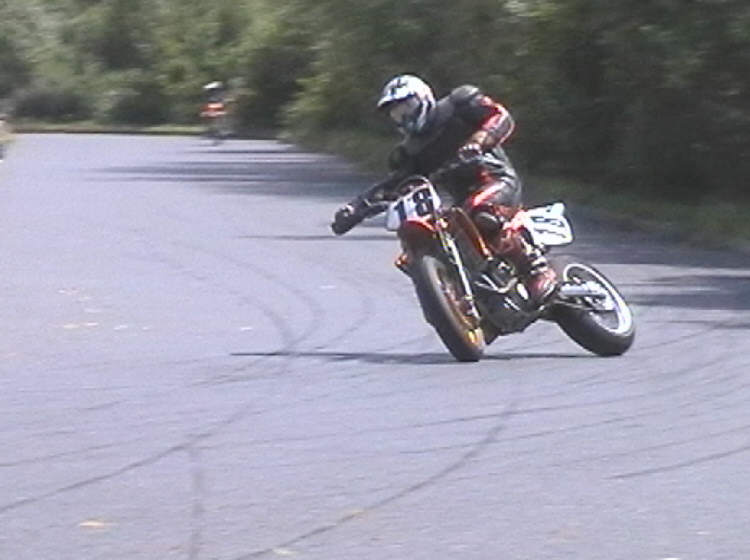
スーパーモタードでの舗装路でのドリフト走行

二輪車のレースなどでも、ドリフトはよく見られる。スライド走法と呼ばれることもある。ロードレースでは基本はリーンイン（ハングオン）状態でのドリフトであり、オフロードではリーンアウトでのドリフトである。
オフロードコースで行われるモトクロスやダートトラックレースなどでは、ドリフト走行が主体になる。舗装路と未舗装路が混在したコースで開催されるスーパーモタードレースは、舗装路であってもドリフト走行が基本である。
WGPやスーパーバイクレースで用いられるような高出力マシン(ca.200ps/150kg)は、舗装路上といえども完全にグリップ走行するのは不可能である。ダートトラック出身のケニー・ロバーツ は自分がロードレースで最初にスライド走行をしたと発言しているが、マイク・ヘイルウッドなどは1960年代から前後輪ドリフトを行っていたという証言もある。また、リアのスライド自体は1960年代以前から多くのライダーが経験しているとする説もある。現在のMotoGPでは、コーナー進入時に両輪が滑っている状態から倒し込むこと、加速時にパワースライドしたままフロントを浮かせることも珍しくない。バレンティーノ・ロッシに至っては、ブレーキングでカウンターステアを当て、4輪ラリー車のように車体を斜めにスライドさせながらコーナーに進入するという荒技を見せる。ギャリー・マッコイは、派手なドリフト走行で知られている。極限の公道レースとも言えるマン島TTレースでは、コーナーでバワースライドをさせたままフロントを浮かせてそのまま駆け抜けるという常軌を逸した様子がよく見受けられる。当のライダー達は過度なアドレナリン分泌により、全く恐怖を感じないという。
ただ2010年代に入ってからは電子制御の発達でトラクションコントロールを積極的に利用する、もしくは2020年代のハンドリアブレーキの一般化に伴い人力トラクションコントロールを行うライダーが多くなったため、エイペックスから立ち上がりに掛けて白煙が上がるようなドリフトは行われないことが多い。しかし入口側で旋回に入る際、リアを若干流しながらターンインというのは2023年に至ってもよく見られる。
自転車でもドリフト走行は行われる。特にオフロードでのコーナリングでブレーキングにより後輪スライドさせる。強力なリアブレーキさえあれば普通の自転車でも後輪ロックによる舗装路スライド走法は可能である。俗に「チャリドリ」と言う事もある。
ATVやサイドカー、スノーモービルでもドリフト走行はできるが、ATVの場合は車体が大きいため体をイン側に入れることでアウト側に流れることが多い。スノーモービルはフロントをどちらかに傾かせることでスライド走行ができる。サイドカーの場合はオートバイと似ているが、三輪であるため不安定であり側車に座るパッセンジャーの体重移動と本車を運転するドライバーのテクニックが必要となる。

## 関連事象
ドリフト走行はWRCや富士フレッシュマンレースでの土屋圭市の影響で、一般的なグリップ走行の陰に隠れて少数ながら存在したが、漫画『頭文字D』の連載開始により爆発的に流行した。

### 社会現象（ドリフト族）
日本では、1970年代に流行したドリフト族(共同危険型暴走族)と呼ばれる集団で、ドリフト車両、通称、ドリ車と呼ばれる車両で危険運転をする集団が、1980年代以降警察の強化で次第に廃れる一方、峠道などでバイクを傾けてカーブを走行するローリング族またカーブの多い首都高速道路等においては、ルーレット族、環状族と呼ばれる違法競走型暴走族が多く現れるようになった。これらはある種の顕示欲から、より危険なドライビングテクニックを披露する傾向があり、ドリフト走行もそのテクニックの一つとして取り入れられた。なかでも、峠道のほか都市部、埠頭などでドリフト走行を披露することを主にする者達のことは「ドリフト族」と呼ばれる。
しかしドリフト走行特有のスキール音や排気音などの騒音が周辺住民の安眠を妨げるといった問題や、操作しきれずスピンなどを起こし、道路に面した民家や商店、ガードレール、あるいは通行している一般の車等に突入する事故も後を断たない。また、峠道では崖下に、港湾地区では海に車ごと落下してドライバーが命を落とす場合もある。特に危険度の高い細い道ほど彼等の興味をそそりやすいことから、周辺住民がそれらの無謀運転に巻き込まれるのを恐れて、深夜の外出がままならない等の弊害を生んでいる。また、救急車などの人命に関わる緊急自動車の走行を妨げ、場合によってはそれら車両と接触事故を起こす事例もあるため、もはや個人的な趣味の範疇を逸脱し、深刻な社会問題に発展してしまっている。その為、全国で警察による「ドリフト族」に対する一斉検問の実施が繰り返し実施されている他、「ドリフト族」が集結する道路などにおいて、自治体が対策として「スピードセーブ工法（路面にあえて波のような凹凸を作る）」や「グルービング工法（路面に溝を掘り、滑りにくくする）」など、ドリフト走行のための後輪のスライドを物理的に不可能にする路面加工を行う事も見られるなど、「ドリフト族」がドリフト走行できないように封じ込めようという動きも見られるようになっている。
今村陽一や高橋邦明らD1グランプリに当初から参戦しているドライバーは、ドリフト族出身者が多い。

## モータースポーツとしてのドリフト
近年ドリフト走行は、活動の場がストリートからサーキットへと移行しつつある流れの中でそれ自体が単独のモータースポーツカテゴリーの一つとして確立しつつある。

### ストリートドリフトからアマチュアモータースポーツへ
遅くとも1990年代末期頃からは上述のようなストリートドリフト追放対策の強化、いわゆるサーキット走行会の普及・充実、ドリフト専用のコースを設置したサーキットの登場といった環境整備もあり、健全なアマチュアモータースポーツとしてクローズドコースでドリフトを楽しむ人も出てきた。これらのイベントや施設は、サーキット使用料などが掛かるため、決して安い参加費用ではないが、専門のドライバーによる模範演技や講習も開催され、プロドライバー・レーシングドライバーの指導を受けることができ、安全なサーキットで思う存分運転技術を試せるとあって、最近ではサーキット走行が主流になりつつある。
ただしサーキットでのドリフト走行にも問題はある。通常のスポーツ走行では発生しない派手なスキール音や、路面にブラックマークが残ってしまう問題（ドリフト用の滑りやすい非ハイグリップタイヤのゴムが路面に溶け残り、グリップを低下させてしまう）などが挙げられる。さらにドリフト走行と通常のスポーツ走行ではライン取りや走行パターンが異なるため、両者が同時に走行することが難しく危険と指摘する向きもある。前述の通り、サーキットによってはドリフト専用コースを設けている例もある。また、一般のスポーツ走行枠では、意図的なドリフト走行は禁止されることも多く、場合によってはドリフト専用の時間枠が設けられることもある。

### ドリコンGP開幕
八重洲出版から発行されていた自動車雑誌『CARBOY』の主催により、1989年からドリコンGPが開催された。CARBOY側は「世界初のドリフトイベント」としている。サーキットで行われるドリフト競技で、審査員が判定を行い、優勝者には賞金が出されるという形式のイベントとなっており、いわゆるプロドリフトというジャンルを最初に作ったのも、このドリコンGPであった。 同名のVHSビデオが発売され、書店で購入することができた。
同年には、三栄書房から発行されていた自動車雑誌『OPTION』の別冊として発売されていた『ビデオオプション』の中の「ドリフトコーナー」から派生して「いかす走り屋チーム天国」（いか天）という競技が作られた。サーキットで行われるドリフト競技で、審査員が判定を行うという点では、ドリコンGPに似ていたが、個人戦で行われるのは予選のみとなっていて、決勝ではチーム戦という点が大きく異なっていた。チーム戦とは、同じチームの5台が連なってドリフト走行をして採点され、他チームと採点結果を競い合うというものだった。いか天は休止を挟みながらも、2025年現在も継続して開催されている。

### D1GP開幕、プロモータースポーツへ
2001年からは全日本プロドリフト選手権（現・D1グランプリ）が開催されている。2006年からは下位カテゴリーとしてD1ストリートリーガル（現・D1ライツ）も発足した。シリーズ制で行われており、お台場フジテレビ前特設サーキットや、アメリカGPも行われた。
さらに2004年からはアメリカでもSCCA（スポーツカークラブ・オブ・アメリカ）の主催でフォーミュラ・ドリフト（通常は「フォーミュラD」と呼ばれることの方が多い）の名称でシリーズ戦がスタートしているほか、2008年現在ニュージーランド・オーストラリア・イギリス・アイルランドなどでドリフト走行のシリーズが開催されている。2008年にはこれら各国のドリフト戦シリーズの上位入賞者を一堂に集め、レッドブルの主催で世界ドリフト選手権（en:Red Bull Drifting World Championship）が開催されるなど、ドリフト走行そのものをスポーツ興行とする動きは世界的に広がっている。
スポーツとしてのドリフト走行の最大の特徴は、他のモータースポーツが原則として全て「一定のコースをいかに速く走るかを競う」のに対し、「速さもさることながら、ドリフト走行中の姿勢など美しさを総合的に競う」採点競技である点にある。そのため競技者の優劣の判断は審判による判定により行われるのが一般的であり（D1GPなど一部機械式の採点を導入しているシリーズもある）、その意味で他のモータースポーツをスピードスケートに例えた場合のフィギュアスケートになぞらえられる。
ただしスポーツとしてのドリフト走行が確立してまだ日が浅いという事情から、今のところ審判の採点基準はシリーズによって大きく異なっている。ドリフト走行に関するモータースポーツライセンスも、現在は各地のシリーズ主催団体が個別に発行する状態が続いている。これに対し、2013年より日本自動車連盟（JAF）がドリフト競技を公認競技会の対象に追加するなど、既存のモータースポーツ統括団体がドリフト競技を管轄下に収めようとする動きも見られつつある。
国際自動車連盟（FIA）も2017年に『FIA インターコンチネンタル・ドリフティング・カップ』を発足させたほか、2019年1月にはドリフト競技を専門に取り扱う「ドリフト委員会（Drifting Committee）」を設立（初代委員長には飯田章が就任した）。同委員会では2020年3月にドリフト競技用車両の統一規格として「DC1」車両規定を採択しており、将来的には競技レギュレーションも含めた統一規則の策定を目指している。

## ドリフト走行のために使われる車両
特にAE86やシルビア、180SXといった後輪駆動のスポーツカーがドリフトの代名詞とされることが多いが、21世紀に入ると多くの車種が型落ちになったため、メルセデス・ベンツやシーマ、セルシオなどの高級車、さらにはエスティマ等のミニバンをドリフト仕様にする者もいる。

## ラジコンカーでのドリフト
ラジドリと呼ばれる。ラジコンカーも乗車するクルマも全く同一の物理法則に従うので、実車と同じテクニックやセッティングによりドリフト走行が可能である。ただし、遠隔操作のためカウンターステアの操作が難しいため安定性が高い4WD車両を使ったり、後輪駆動の場合はジャイロセンサーを使い自動的にカウンターステア操作を行っている。

## ビデオゲームにおけるドリフト
レースゲームやドライブゲームにおけるドリフト走行は次のような変貌が見られた。

スピードレースデラックス（1975年、タイトー）ではスリップゾーンが登場し、横方向への移動量が2倍になるというスリップの概念が含まれた。

ロードファイター（1984年、コナミ）では、他車に接触するとテールスライドが始まり、そのまま放置するとクラッシュしてしまうが、スライド中にスライド方向へレバーを倒すとグリップが回復する仕組みとなっており、スライドを止めるためのカウンターステアを最初に実装したゲームとなった。

ハードドライビン（1989年、アタリ）では、ドリフトを維持することも可能な最初のゲームだった。そのためにはアクセルとブレーキのポンピング操作などを行う必要があり要求されるべダル操作は非現実的だった。またドリフト中は理想のラインよりインベタを走り続ける方が結果的に速くなる等の物理演算が見られた。

ウイニングラン（1989年、ナムコ）テールスライド時でも自然なライン取りが可能となった。但しテールスライド中のトラクションオフ時の挙動については既出のハードドライビンより多少現実的になったものの、トラクションオン時のドリフト維持はほとんど不可能だった。

スーパーマリオカート（1992年、任天堂）では、初めてトラクションをかけたままカウンターステアを当てっぱなしの長時間のドリフト走行が可能になった。ドリフト中のトラクションコントロールによる姿勢変化は瞬時のアクセルオフの回数に応じて一定量の変化となるなどの特性があった。

現在では、アセットコルサにMODを使用したり、グランツーリスモを用いて多くの人にドリフト走行が楽しまれている。